# HD 47366
HD 47366 — одиночная звезда в созвездии Большого Пса на расстоянии приблизительно 276 световых лет (около 84,6 парсек) от Солнца. Видимая звёздная величина звезды — +6,106m. Возраст звезды оценивается как около 1,61 млрд лет.
Вокруг звезды обращается, как минимум, две планеты.

## Характеристики
HD 47366 — оранжевый гигант спектрального класса K0, или K1III. Масса — около 2,243 солнечной, радиус — около 6,593 солнечных, светимость — около 28,38 солнечных. Эффективная температура — около 4837 К.

## Планетная система
В 2016 году группой астрономов у звезды обнаружены планеты HD 47366 b и HD 47366 c.
В 2019 году учёными, анализирующими данные проектов HIPPARCOS и Gaia, у звезды обнаружена планета HIP 31674 d.